# Margaret Whistler
Margaret Whistler (Louisville, 31 luglio 1888 – Hollywood, 23 agosto 1939) è stata un'attrice e costumista statunitense.

## Biografia
Nata nel Kentucky, Margaret Whistler aveva 27 anni quando, nel 1915, girò The Duchess il suo primo film, prodotto dalla Universal Film Manufacturing Company, compagnia per la quale l'attrice lavorò numerose volte, anche negli ultimi anni della sua carriera. Interpretò una trentina di pellicole, spesso per delle piccole compagnie. Si ritirò dallo schermo nel 1919 dopo un paio di film diretti da Wallace Beery con cui recitò in molti film. Tra gli altri registi con cui lavorò, si possono ricordare Jack Conway e Cleo Madison.

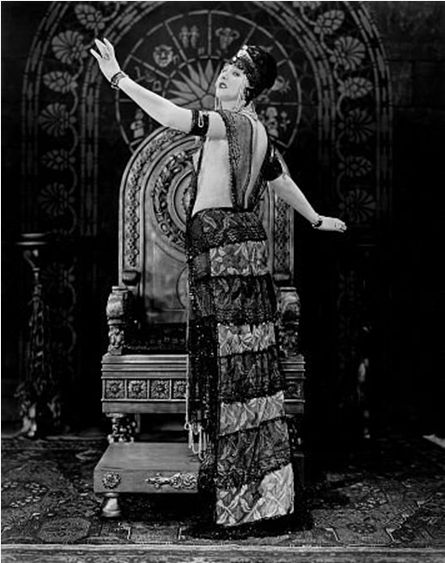
Betty Blythe, regina di Saba, in un costume di Margaret Whistler

Due anni dopo aver abbandonato la carriera di attrice, firmò come costumista nel 1921 i fantasiosi abiti indossati da Betty Blythe in La regina di Saba, costumi oltremodo audaci che restano celebri per gli appassionati di cinema muto.

## Filmografia
La filmografia è completa. Quando manca il nome del regista, questo non viene riportato nei titoli

### Attrice
- The Duchess, regia di W.T. McCulley (1915)
- Felix Holt (1915)
- An Innocent Villain, regia di Harry Wulze (1915)
- Alas and Alack, regia di Joseph De Grasse (1915)
- The Sacrifice of Jonathan Gray, regia di Murdock MacQuarrie (1915)
- Slightly Mistaken, regia di Allen Curtis (1915)
- Eleanor's Catch, regia di Cleo Madison (1916)
- Her Bitter Cup, regia di Joe King e Cleo Madison (1916)
- Doctor Neighbor, regia di Lloyd B. Carleton (1916)
- Virginia, regia di Cleo Madison (1916)
- Alias Jane Jones, regia di Cleo Madison (1916)
- He Becomes a Cop, regia di Wallace Beery (1916)
- To Another Woman, regia di Cleo Madison (1916)
- Behind Life's Stage, regia di Allen Holubar  (1916)
- When Little Lindy Sang, regia di Lule Warrenton (1916)
- Breaking Into Society, regia di Wallace Beery (1916)
- Fame at Last, regia di Wallace Beery (1916)
- Felix Gets in Wrong, regia di Frank Ormston (1916)
- Her Soul's Inspiration, regia di Jack Conway (1917)
- Good Morning Nurse, regia di Allen Curtis (1917)
- Mary from America, regia di Douglas Gerrard (1917)
- Some Specimens, regia di Louis Chaudet (1917)
- The Topsy Turvy Twins, regia di Richard Stanton (1917)
- Come Through, regia di Jack Conway (1917)
- The Little Orphan, regia di Jack Conway (1917)
- The Paperhanger's Revenge, regia di Allen Curtis (1917)
- Mum's the Word, regia di Eddie Lyons e Lee Moran (1918)
- The Bathhouse Scandal, regia di Wallace Beery (1918)
- A Beach Nut, regia di Wallace Beery (1919)

### Costumista
- La regina di Saba (The Queen of Sheba), regia di J. Gordon Edwards (1921)